# Systeemkunde

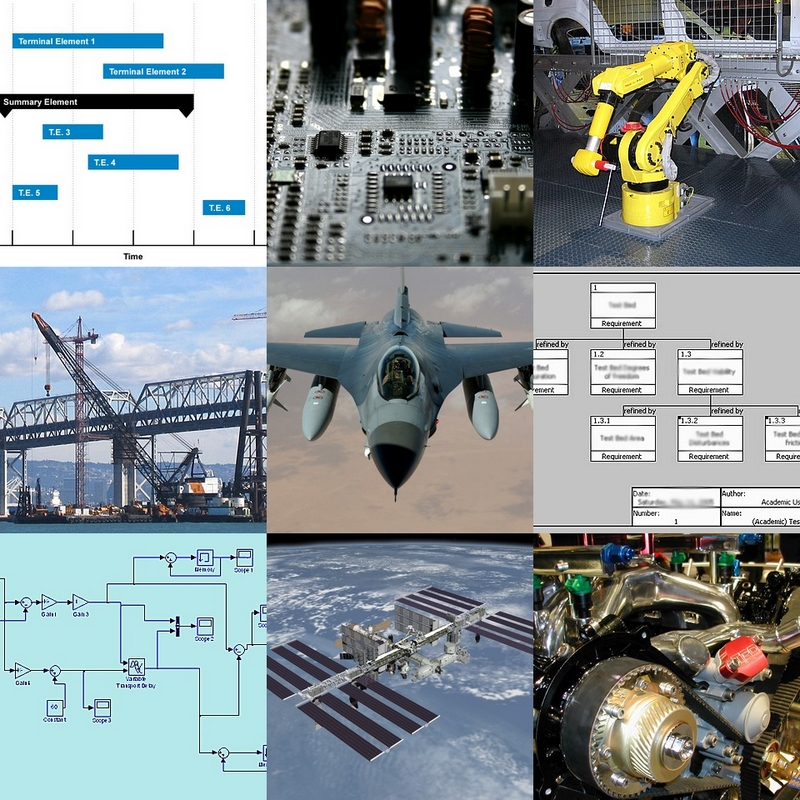
Collage van toepassingen van systeemkunde

Systeemkunde, systeemleer, of systems engineering is de wetenschap over het analyseren en ontwerpen van technische en organisatorische systemen, en is gebaseerd op het denken in systemen, processen en regelkringen.

## Algemeen
Met de opkomst van de ruimtevaarttechnologie eind jaren vijftig en begin jaren zestig van de afgelopen eeuw is in de technische wetenschap een nieuw vakgebied ontstaan omtrent het toepassen van systeemdenken bij het ontwerp van technische en organisatorische systemen. Dit in die tijd nieuwe vakgebied werd internationaal aangeduid met de Engelstalige term systems engineering, en is in het Nederlandse taalgebied sinds de jaren zestig aangeduid als systeemkunde of systeemleer, maar inmiddels wordt ook de term systems engineering in Nederland gebruikt.
De systeemkunde is net als de oorspronkelijke systems engineering opgezet als gereedschap; een verzameling praktische toepasbare methoden en technieken. Hierbij is een combinatie gemaakt van systeemdenken, modelvorming & simulatie, ontwerpmethodologie en besluitvormingstheorie. Deze mix wordt aangeboden als een vakmethodologie voor technische en organisatorische studierichtingen. Als zodanig staat de systeemkunde naast de wetenschapsleer (algemene methodologie) en de onderzoeksmethodologie, die aan de meeste universiteiten worden onderwezen.
Het fundamentele onderzoek in de systeemkunde is erop gericht om samenhang en patronen te ontdekken, en om nieuwe kaders te ontwikkelen waarmee structuren en processen kunnen worden beschreven en begrepen. In de vakdisciplines zelf zijn verschillende vormen van systeemleer en systeemkunde ontstaan: algemene, bedrijfskundige, elektrische, sociale, technische, technisch-fysische, en zachte systeemleer en of systeemkunde. In het Engelse taalgebied zie je veel een diversere uitwerking van Systems Engineering in theorie en praktijk.
De begrippen systeemleer en systeemkunde worden soms gebruikt als synoniem voor systeemtheorie en systeemmethodologie.

## Civiele techniek
Systeemkunde, of systems engineering wordt al jaren toegepast bij projecten waar onder andere ProRail of Rijkswaterstaat de opdrachtgevers waren.
Prorail, Rijkswaterstaat, NL Ingenieurs, Bouwend Nederland, en de Vereniging van Waterbouwers en Techniek hebben collectief de Leidraad voor Systems Engineering binnen de GWW-sector opgesteld om de methodiek van systeemkunde te vertalen naar specifieke toepassingen binnen bedrijven.

## Onderwijs en onderzoek

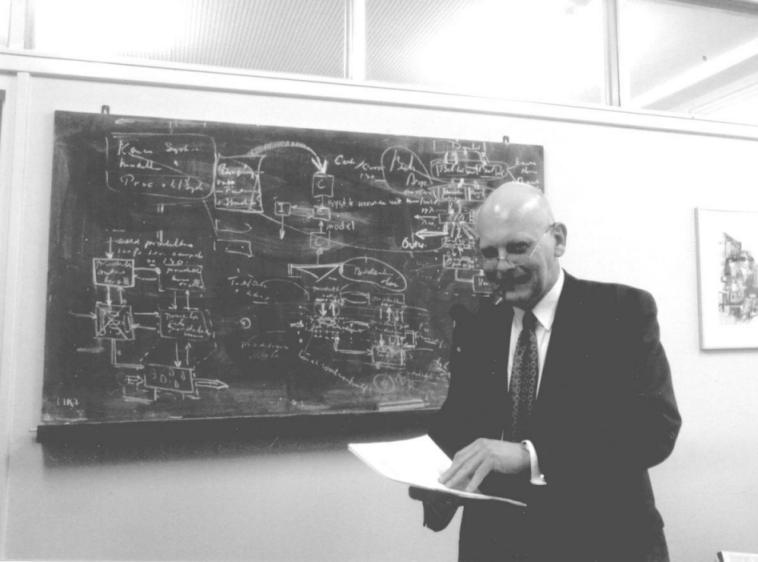
Henk Bikkers systeemkunde, Delft 1991

Het vak systeemkunde wordt aan vele hogescholen en universiteiten onderwezen veelal in combinatie met bedrijfskunde, bestuurskunde, informatica, modelvorming, operations research, of wiskunde.
Onderwijs, onderzoek en ontwikkeling heeft plaatsgevonden en/of vindt plaats op:
- Radboud Universiteit - De Faculteit der Managementwetenschappen
- Universiteit Twente – Faculteit Engineering Technology (ET)
- Technische Universiteit Delft – faculteit Techniek Bestuur en Management / Werktuigbouwkunde
- Technische Universiteit Eindhoven – sectie systeemleer[bron?]
- Rijksuniversiteit Groningen – faculteit Bedrijfskunde
- Universiteit Gent
- Haagse Hogeschool - falculteit Technologie, Innovatie en Samenlevering.[7]